# ويليام رايت هيرد
ويليام رايت هيرد (بالإنجليزية: William Wright Heard)‏ هو شخصية أعمال ومصرفي وسياسي أمريكي، ولد في 28 أبريل 1853 في مقاطعة يونيون في الولايات المتحدة، وتوفي في 31 مايو 1926 في نيو أورلينز في الولايات المتحدة. حزبياً، نشط في الحزب الديمقراطي. وقد انتخب حاكم لويزيانا ‏ ( – 10 مايو 1904) وانتخب عضو مجلس ولاية لويزيانا وانتخب عضو مجلس نواب لويزيانا.